# Numb (린킨 파크의 노래)
Numb는 린킨파크의 2번째 음반 Meteora에 수록된 곡이다.
Numb 곡은 빌보드 Modern Rock Tracks 차트에서 12주 연속 1위를 하다가 102주 동안 2위를 하였다.